# پولمی
پولمی (به فرانسوی: Paulmy) یک کمون در فرانسه است که در Canton of Le Grand-Pressigny واقع شده‌است.

## خصوصیات
پولمی ۲۵٫۹۷ کیلومترمربع مساحت و ۲۵۰ نفر جمعیت دارد.